# Blackburn Dart
Il Blackburn Dart fu un aereo militare biplano monomotore realizzato dall'azienda britannica Blackburn Aircraft nei primi anni venti. Il modello servì come aerosilurante standard della Fleet Air Arm, imbarcato sulle portaerei della Royal Navy, tra il 1923 e il 1933. Una versione modificata, designata T.3 Velos fu adottata dall'aviazione della marina militare greca.

## Storia del progetto

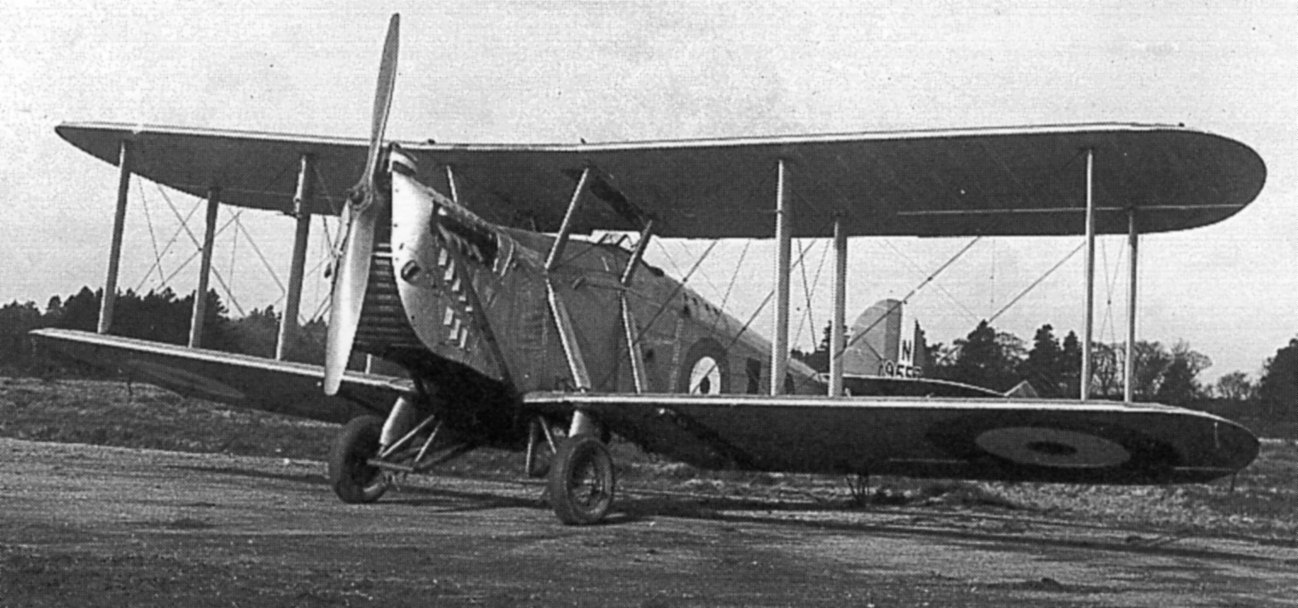
Un Blackburn Dart a Martlesham Heath

Nel 1919 la Blackburn avviò privatamente lo sviluppo di un bombardiere-aerosilurante imbarcato monoposto, destinato a sostituire i Sopwith Cuckoo allora in servizio sulle portaerei della Royal Navy. L'ufficio tecnico della Blackburn, diretto dall'ingegnere maggiore Frank Arnold Bumpus, realizzò il progetto denominato T.1 Swift, del quale fu costruito un prototipo che volò per la prima volta nel settembre 1920 nelle mani del capo collaudatore della ditta R.W. Kenworthy.
A causa del mal calcolato centro di gravità il prototipo dovette effettuare un atterraggio di emergenza nei pressi del villaggio di Brough. Tale inconveniente venne risolto dotando le ali di un leggero angolo di freccia verso l'interno, e modificando il timone per migliorare il controllo direzionale. I successivi voli di prova si svolsero a Martlesham Heath e si rivelarono soddisfacenti, tanto che nel maggio 1921 l'aereo fu trasferito a Gosport per le prove operative. In risposta alla Specifica 3/20 emessa dall'Air Ministry britannico furono ordinati tre ulteriori prototipi (N 140-142), denominati T.2 Dart, equipaggiati con ali ad apertura ridotta.
Il primo prototipo del Dart volò per la prima volta il 24 ottobre 1921, e si differenziava dal precedente Swift per la posizione del radiatore di raffreddamento, installato sotto il motore, in posizione inclinata, cui arrivava l'aria tramite un condotto a sezione rettangolare regolabile dal pilota tramite un sistema di lamelle. Inoltre furono introdotte altre piccole modifiche, tra cui la possibilità di trasportare, oltre al siluro, due bombe da 236 kg. Il modello riscosse l'interesse da parte di numerose aviazioni militari estere e per l'esportazione assunse la denominazione di T.1 Swift. Dopo l'esito positivo dei collaudi tenutisi a Gosport, il Ministero dell'Aviazione ordinò un primo lotto di 26 esemplari, le cui consegne iniziarono nel successivo mese di marzo 1922.

## Tecnica

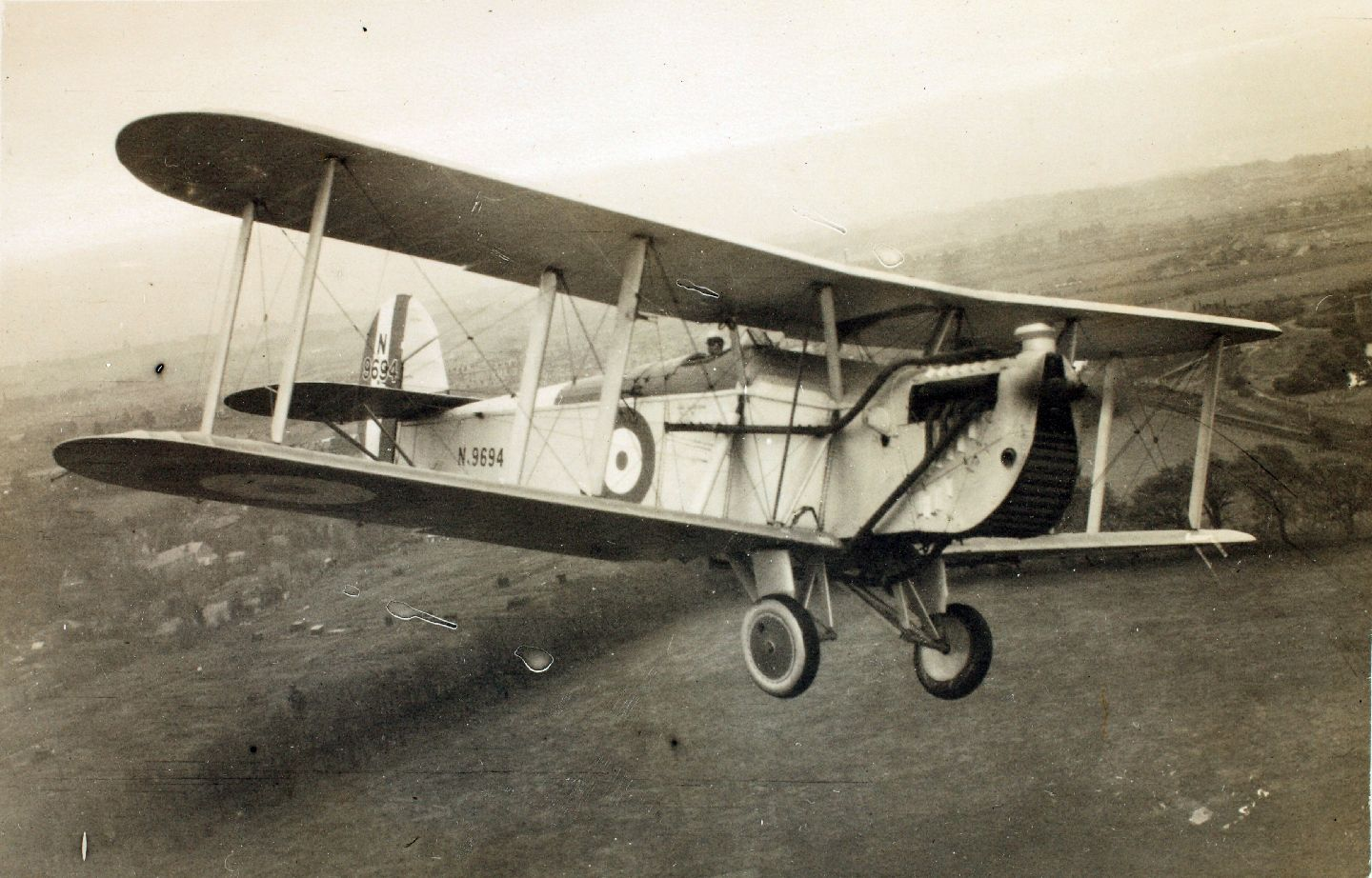
Un Blackburn Dart in volo

Il Blackburn Dart era un biplano, di costruzione mista in legno e metallo. La configurazione alare era caratterizzata da ali di uguali apertura e dotate di leggera freccia positiva. Esse potevano essere ripiegate per favorire lo stoccaggio a bordo delle portaerei. La sezione centrale era costruita in metallo, mentre quella esterna in legno. Le due ali, rivestite in tela, erano collegate tra loro con quattro coppie di montanti, rinforzati da cavi d'acciaio; il piano superiore era montato alto a parasole e l'inferiore basso sulla fusoliera. Gli alettoni erano installati su tutte e quattro le semiali. La fusoliera, posizionata a livello dell'ala inferiore, era costruita in tubi d'acciaio e rivestita in tela. L'impennaggio di coda era del tipo classico monoderiva, dotato di piani orizzontali controventati.
Il carrello d'atterraggio era un triciclo classico a V, fisso, dotato anteriormente di gambe di forza ammortizzate ed integrato posteriormente da un pattino d'atterraggio. Tra le due gambe del carrello era posizionato il siluro.
L'aereo era monoposto, dotato di un abitacolo aperto, destinato al pilota, fornito di parabrezza.
La propulsione era affidata ad un motore Napier Lion IB, a 12 cilindri a W raffreddati a liquido, erogante la potenza di 450 hp (336 kW) azionante un'elica bipala lignea. Il propulsore era montato su appositi supporti, inclinati verso l'alto.
L'armamento di lancio si basava su 1 siluro Mark VII o IX da 457 mm o due bombe da 236 kg (520 lb).

## Impiego operativo
Il primo aereo di produzione (N9536) fu presentato ufficialmente sull'aeroporto di Hendon il 24 giugno 1922. Il modello entrò in servizio con la Fleet Air Arm a partire dall'aprile 1923, quando la No.460 Flight si imbarcò sulla portaerei HMS Eagle di stanza nel Mediterraneo, e successivamente con le No.461 e No.462 Flight, sulla portaerei HMS Furious operante nelle acque inglesi. L'addestramento all'impiego dell'aereo veniva effettuato dalla Flight "D3" a Gosport. Nel 1928 il modello fu assegnato alla No.463 e No.464 Flight imbarcate sulla HMS Courageous assegnata alla Mediterranean Fleet. L'anno successivo un singolo esemplare fu consegnato al No. 36 Squadron RAF (Coastal Defence Torpedo Flight), inizialmente per l'addestramento all'impiego di strumenti atti a fornire nebbia artificiale, e poi per quello all'uso degli aerosiluranti da parte del primo Squadron della RAF appositamente costituito per tale impiego.
L'Air Commodore G.H. Boyce fu il primo pilota al mondo ad effettuare un appontaggio notturno su una portaerei, quando il 6 maggio 1926 atterrò a bordo della Furious il cui ponte di volo, per l'occasione, era stato illuminato da apposite luci. La facilità di pilotaggio del Dart fece sì che l'operazione si svolgesse senza problemi.
La produzione terminò nel 1928, al raggiungimento del 117 esemplare. Nel dettaglio, si trattava di tre prototipi (N 140/142), 26 esemplari della prima serie (N 9536/9561), 20 della seconda serie (N 9620/9629 e N 9687/9696), 42 della terza serie (N 9714/9723 e N 9792/9823), 10 della quarta (N 9990/9999) e 16 della quinta serie (S 1115/1120, S 1129/1138). Gli ultimi 16 esemplari ricevettero il propulsore Napier Lion V da 471 CV ed attacchi per poter essere equipaggiati con galleggianti e trasformati in idrovolanti.

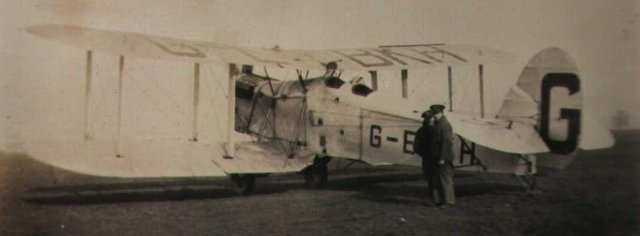
Un Blackburn Dart da addestramento

Tre esemplari furono convertiti in idrovolanti biposto per l'addestramento dei piloti della riserva; furono impiegati tra il 1925 e il 1929 presso la Blackburn RAF Reserve School situata sulle rive del fiume Humber. Questa versione diede vita ad un nuovo modello operativo, designato T.3 Velos, che ottenne un ordine dalla componente aerea della Polemikó Nautikó, la marina militare greca, nel corso del 1925.
Il modello Dart continuò a servire presso la Blackburn Reserve School, insieme a un certo numero di T.3 convertiti da aerei terrestri fino a che non furono rimpiazzati dai successivi modelli Ripon e Baffin nel 1933.

## Varianti
T.1 Swiftun prototipo di bombardiere aerosilurante.
Dartil precedente velivolo così ridesignato dopo le modifiche apportate.
T.2 Dartversione di serie costruita in 117 esemplari.
Swift Mk IIversione da esportazione, sette esemplari costruiti.
Swift Fspecifica versione per l'US Navy designata Swift Mk II dalla fabbrica costruttrice e 'BST-1 dalla marina americana.
T.3A Velosun prototipo di una versione biposto.
T.3 Velosversione biposto pr l'aviazione di marina greca, 16 esemplari costruiti di cui 12 su licenza.
T.O.1versione proposta alla Svezia, non prodotta in serie.

## Utilizzatori
Giappone
- Dai-Nippon Teikoku Kaigun Kōkū Hombu

 Regno Unito
- Royal Air Force
- North Sea Aerial and General Transport Co. Ltd

 Spagna
- Armada Española

 Stati Uniti
- United States Navy

### Annotazioni
1. ↑  Si trattava di Giappone, Spagna e Stati Uniti d'America che ordinarono alcuni esemplari. La Svezia emise un requisito per l'adozione di un velivolo aerosilurante, cui la Blackburn rispose decidendo di inviare a Göteborg un esemplare di Swift per essere presentato alla marina svedese. L'invio dell'aereo non ebbe poi luogo, e fu adottato l'Heinkel HE 8.
2. ↑  Il velivolo disponeva di ammortizzatori oleopneumatici.
3. ↑  Immatricolati G-EBKF, EBKG e EBKH.
4. ↑  In base ad una decisione dell'Air Ministry, l'addestramento al volo dei piloti della riserva era stato affidato a ditte private appositamente costituite.

### Fonti
1. ↑   Achille Boroli, Adolfo Boroli, Blackburn T.2 Dart, in L'Aviazione, vol. 3, Novara, Istituto Geografico De Agostini, 1983,  p. 160.
2. 1 2 3 4 5 6 7 8  Boroli, Boroli 1983, p. 159.
3. 1 2  Woodman 1996, pp. 2-3.
4. 1 2 3  Stemp 2011, p. 22.
5. 1 2  Mason 1994, p. 131.
6. ↑  Mason 1994, p. 130.
7. 1 2  Flight n.854, 7 may 1925, p. 271.
8. 1 2 3 4 5 6  Boroli, Boroli 1983, p. 160.
9. 1 2 3 4 5 6 7  Flight n.854, 7 may 1925, p. 272.
10. ↑  Jackson 1968, pp. 139-140.
11. 1 2  Flight n.854, 7 may 1925, p. 269.
12. 1 2 3 4  Mason 1994, p. 135.
13. ↑  Stemp 2011, p. 24.

### Periodici
- (EN) Harry Woodman, Blackburn Dart:The Fleet Air Arm's Seminal Torpedo Bomber, in Air Enthusiast, n. 63, Bromley, The Air Enthusiast, maggio-giugno 1996,  pp. 2-11.
- (EN) The Blackburn Twin-Float Seaplane, in Flight. The Aircraft Engineer and Airship, n. 854, London, 7 maggio 1925,  pp. 269-272.